# Європейська федерація ґо
Європейська федерація Го (European Go Federation або EGF) — це неприбуткова організація, метою якої є заохочення, регулювання, координація та поширення гри в настільну гру го в Європі. EGF була заснована в 1957 році, в тому ж році, коли в Куксхафені, Німеччина, відбувся перший Європейський конгрес з гри в Го (EGC). Відтоді конгрес став щорічною подією, яка щороку проводиться в іншому європейському місті. Під час EGC відбувається чемпіонат Європи з го, а також щорічні загальні збори (AGM). У 2014 році Європейська професійна система була створена Європейською федерацією Го.
Членство відкрите для будь-якої асоціації, що займається організацією турнірів у країнах Європи або поблизу неї. Тепер є 35 повноправних членів і два призупинених члени

## Інформація про організацію
EGF обирає Виконавчий комітет, який здійснює нагляд за низкою комісій, відповідальних за звичайну діяльність у період між щорічними загальними зборами.
Європейська Федерація Го була заснована у 1957 році. Її діяльність почалася з регулярного проведення Чемпіонатів Європи, які незабаром переросли в Європейський Го-конгрес, який проводиться щороку, і містить Чемпіонат Європи з Го, а також супутні турніри, майстер-класи і лекції провідних фахівців. Щорічно EGF, окрім головного чемпіонату, проводить також командний, жіночий, юнацький Чемпіонати Європи та Чемпіонат Європи з парного го, ряд інших великих турнірів. Офіційний рейтинг-лист ведеться шляхом обробки результатів якомога більшої кількості європейських турнірів.
Європейська федерація го (EGF) є членом Міжнародної федерації го.

## Члени
| Country                                        | Member name                                                                                        |
| ---------------------------------------------- | -------------------------------------------------------------------------------------------------- |
| Вірменія                                       | Вірменська федерація шашок та Го                                                                   |
| Австрія                                        | Австрійська федерація Го (Go Verband Österreich)                                                   |
| Біларусь (призупинено)                         | Belarus Go Federation                                                                              |
| Бельгія                                        | Бельгійська федерація Го(Belgische Go Federatie — Fédération Belge de Go)                          |
| [[Файл:Шаблон:Прапор Bosnia\|20x13px\|Bosnia]] | Асоціація Гo Боснії та Герцеговини(Go Asocijacija Bosne i Hecegovine)                              |
| Болгарія                                       | Bulgarian Go Association (Bulgarska Go Asotsiatsija)                                               |
| Хорватія                                       | Croatian Go Alliance (Hrvatski Go Savez)                                                           |
| Кіпр                                           | Cyprus Go Association (Kypriakos Syndesmos Go)                                                     |
| Чехія                                          | Czech Go Association (Ceska Asociace Go)                                                           |
| Данія                                          | Danish Go Association (Dansk Go Forbund)                                                           |
| Фінляндія                                      | Finnish Go Association (Suomen Go-liitto ry)                                                       |
| Франція                                        | French Go Federation (Fédération Française de Go)                                                  |
| Грузія                                         | Georgian Go Federation (საქართველოს გო-ს ეროვნული სპორტული ფედერაცია)                              |
| Німеччина                                      | German Go Federation (Deutscher Go-Bund)                                                           |
| Угорщина                                       | Hungarian Go Association (Magyar Goszovetseg)                                                      |
| Ісландія                                       | Icelandic Go Association (Hið Íslenska Gofélag)                                                    |
| Ірландія                                       | Irish Go Association (Irish Go Association)                                                        |
| Ізраїль                                        | Israeli Go Association (Agudat Ha-Go Ha-Yisraelit)                                                 |
| Італія                                         | Italian Go Federation (Federazione Italiana Giuoco Go)                                             |
| Казахстан                                      | Федерація Го Казахстану(Kazakhstan Go Federation)                                                  |
| Литва                                          | Lithuanian Go Association (Lietuvos Go Asociacija)                                                 |
| Люксембург                                     | Go Club Luxemburg (Le Club de Go du Luxembourg)                                                    |
| Нідерланди                                     | Dutch Go Association (Nederlandse Go Bond)                                                         |
| Норвегія                                       | Norwegian Go Association (Go i Norge)                                                              |
| Польща                                         | Polish Go Association (Polskie Stowarzyszenie Go)                                                  |
| Португалія                                     | Portuguese Go Association (Associaçăo Portuguesa de Go) Archived 2020-07-10 at the Wayback Machine |
| Румунія                                        | Romanian Go Federation (Federatia Romana de Go)                                                    |
| Росія (membership suspended)                   | Russian Go Federation (Rossiiskaya Federatziaya Go)                                                |
| Сербія                                         | Serbian Go Federation (Go Savez Srbije)                                                            |
| Словаччина                                     | Slovak Go Association (Slovenská Asociácia Go)                                                     |
| Словенія                                       | Slovenian Go Association (Go Zveza Slovenije)                                                      |
| Іспанія                                        | Spanish Go Association (Asociacion Espanola de Go)                                                 |
| Швеція                                         | Swedish Go Association (Svenska Goförbundet)                                                       |
| Швейцарія                                      | Swiss Go Association (Schweizer Go Verband — Fédération Suisse de Go — Federazione Svizzera di Go) |
| Туреччина                                      | Turkish Go Players' Association (Türkiye Go Oyunculari Dernegi)                                    |
| Україна                                        | Федерація Го України(Ukrainska' Federatsiya Go)                                                    |
| Велика Британія                                | British Go Association (British Go Association)                                                    |

Примітка: 3 березня 2022 року EGF під час екстрених загальних зборів вирішив призупинити на невизначений термін як російську, так і білоруську асоціації через вторгнення Росії в Україну у 2022 році . Усі заплановані або майбутні події, організовані EGF, були скасовані, а гравцям з обох країн було заборонено представляти свої країни на європейських змаганнях.

## Професійні гравці EGF
EGF заснував професійну систему у 2014 році за підтримки Китаю. Найкращих європейських гравців запрошують взяти участь у кваліфікаційному турнірі, за результатами якого один або двоє найуспішніших учасників отримують професійний статус. Потім професіонали можуть просуватися по кар'єрних сходах, заробляючи очки за перемоги над іншими професійними гравцями у великих турнірах. Станом на 2023 рік таких гравців дев'ять (2 серед них з України), і вони користуються перевагами, включаючи автоматичну кваліфікацію на турніри Великого шолома та можливість представляти Європу на найбільших міжнародних турнірах.
| Гравець            | Крана      | Рік став професіоналом | Історія просування                                   |
| ------------------ | ---------- | ---------------------- | ---------------------------------------------------- |
| Ілля Шикшин        | Росія      | 2015 рік               | Підвищений до 2p у 2018, до 3p у 2019, до 4p у 2021. |
| Артем Качановський | Україна    | 2016 рік               | Підвищений до 2p у 2018 році.                        |
| Павол Лисий        | Словаччина | 2014 рік               | Підвищений до 2p у 2018 році.                        |
| Матеуш Сурма       | Польща     | 2015 рік               | Підвищений до 2p у 2019 році.                        |
| Алі Джабарін       | Ізраїль    | 2014 рік               | Підвищений до 2p у 2018 році.                        |
| Андрій Кравець     | Україна    | 2017 рік               |                                                      |
| Тангі ле Кальве    | Франція    | 2019 рік               |                                                      |
| Станіслав Фрейляк  | Польща     | 2021 рік               |                                                      |
| Ян Шимара          | Чехія      | 2023 рік               |                                                      |

.
| Назва                                         | Власник титулу                     | Примітки                                                                                   |
| --------------------------------------------- | ---------------------------------- | ------------------------------------------------------------------------------------------ |
| Чемпіонат Європи                              | Андрій Кравець 1п                  | Відбувся в серпні 2024 року в Тулузі, Франція. Кравець успішно захистив титул з 2023 року. |
| Чемпіонат Європи серед жінок                  | Li Ting 1p                         | Відбувся у травні 2023 року в Страсбурзі, Франція.                                         |
| Фінал Гран-прі Європи                         | Кизил Бурзо 6д                     | Відбувся у грудні 2023 року в Лондоні, Великобританія.                                     |
| Європейський турнір Великого шолома           | Матеуш Сурма 3р                    | Відбувся у жовтні 2023 року в Празі, Чехія.                                                |
| Панданет Командний чемпіонат Європи           | Франція                            | Фінал проходив у серпні 2024 року в Тулузі, Франція.                                       |
| Чемпіонат Європи в парному гону               | Мілена Бокле 3d і Флоран Лабуре 5d | Відбувся у квітні 2024 року в Дубровнику, Хорватія.                                        |
| Чемпіонат Європи серед студентів              | Мартін Ружичка 4d                  | Відбувся у вересні 2022 року в Трірі, Німеччина.                                           |
| Чемпіонат Європи серед молоді — категорія U20 | Бенуа Робіншон                     | Відбувся в березні 2024 року в Гамбурзі, Німеччина.                                        |
| Чемпіонат Європи серед молоді — категорія U16 | Yuze Xing 5d                       | Відбувся в березні 2024 року в Гамбурзі, Німеччина.                                        |
| Чемпіонат Європи серед молоді — категорія U12 | Bartik Dach 2d                     | Відбувся в березні 2024 року в Гамбурзі, Німеччина.                                        |
| Молодіжний командний чемпіонат Європи         | Україна                            |                                                                                            |

- Nihon Ki-in[en] (Японська асоціація Го)
- Hanguk Kiwon[en](Корейська асоціація го)
- Zhongguo Qiyuan[en] (Китайська асоціація Go)
- Taiwan Chi-Yuan[en] (Тайванська асоціація Го)
- Американська асоціація го
- Список організацій Go